# سیانید نقره
سیانید نقره (به انگلیسی: Silver cyanide) با فرمول شیمیایی AgCN یک ترکیب شیمیایی است. که جرم مولی آن ۱۳۳٫۸۸۵۶ g/mol می‌باشد. شکل ظاهری این ترکیب، بلورهای بی‌رنگ است.